# Acid fitanic
Acidul fitanic (sau acidul 3,7,11,15-tetrametil hexadecanoic) este un compus organic și un tip de acid gras ramificat care este introdus în organismul uman prin consumul de lactate, grăsimi animale și pește. În dieta din cultura vestică, aproximativ 50–100 mg de acid fitanic sunt consumate pe zi.

## Metabolizare
Spre deosebire de majoritatea acizilor grași, acidul fitanic nu poate fi metabolizat prin beta-oxidare. În schimb, suferă metabolizare prin alfa-oxidare în peroxizom, unde este convertit la acid pristanic prin eliminarea unui atom de carbon. Acidul pristanic poate fi degradat prin beta-oxidare în peroxizom, formând acizi grași cu catenă medie, care sunt convertiți la dioxid de carbon și apă în mitocondrie.